# بوزتارلا (کاهتا)
بوزتارلا {{ترکی|Boztarla) 
(به زازاکی: Mameciyan) یک منطقهٔ مسکونی در ترکیه است که در کاهتا واقع شده‌است.